# 3e cérémonie des Golden Horse Film Festival and Awards
La 3e cérémonie des Golden Horse Film Festival a eu lieu en 1965.

## Meilleur film
- Beautiful Duckling de Li Hsing

## Meilleur réalisateur
- Li Hsing pour Beautiful Duckling

## Meilleure actrice
Li Li-hua

## Meilleure bande originale
Lovers' Rock et The Dancing Millionairess (ex æquo)